# Форкій
Форкі́й, Форкі́с, Форкі́н, Форк (грец. Φόρκυς) — у давньогрецької міфології морське хтонічне божество, бог бурхливого моря. За епосом, батько Тооси, матері Поліфема; за Гесіодом, син Понта й Геї, або син Понта і Тефії, брат Нерея, Тавманта, Еврібії та Кето. Від Форкія Кето мала дітей: горгон, грай і дракона Ладона, що охороняв сад Гесперид; Геката народила від Форкія Скіллу.